# Dicranomyia confusa
Dicranomyia confusa är en tvåvingeart som beskrevs av Alexander 1921. Dicranomyia confusa ingår i släktet Dicranomyia och familjen småharkrankar. Inga underarter finns listade i Catalogue of Life.